# 基隆北海岸

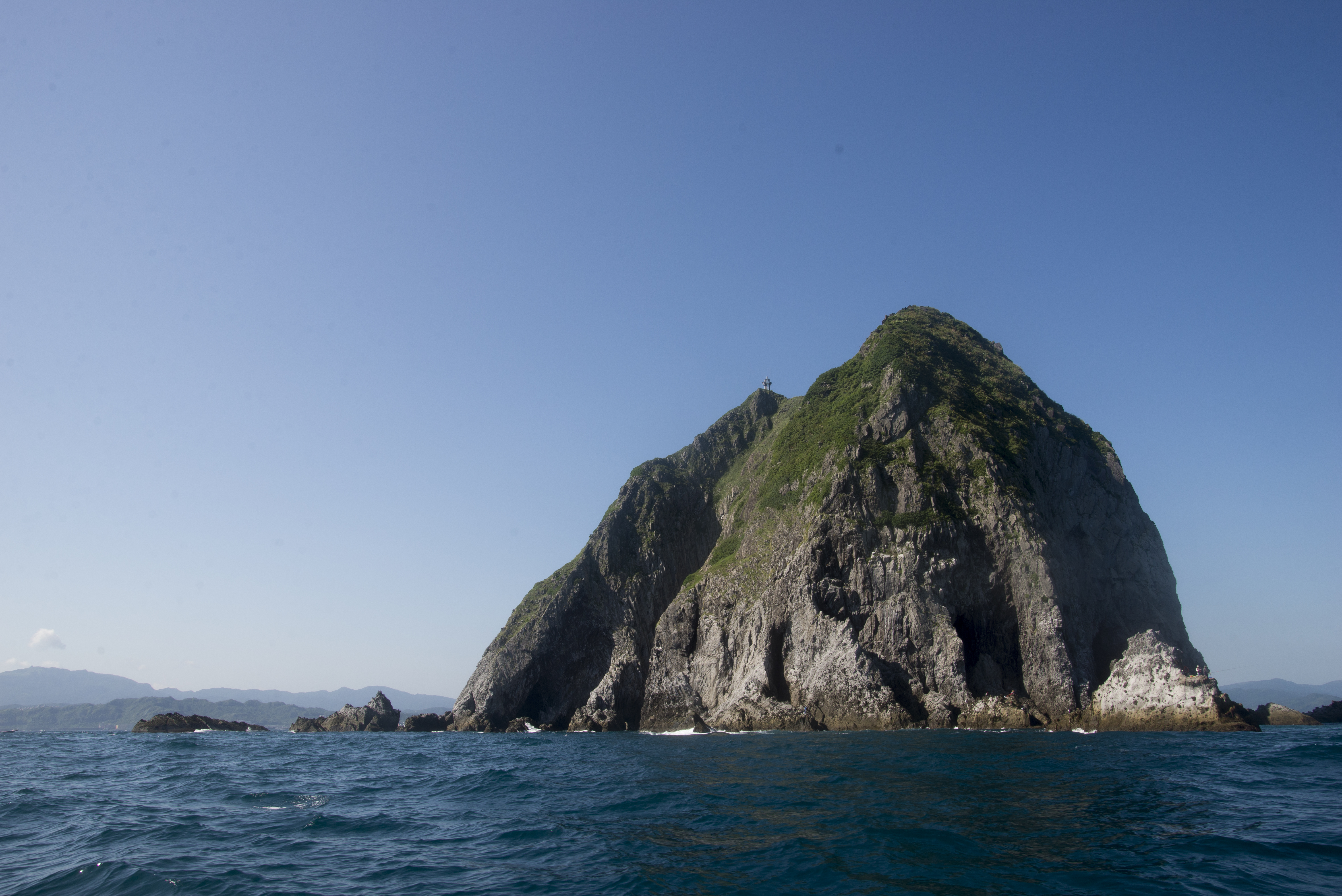
海面上的基隆嶼，在整個基隆北海岸地區天晴時皆可看到。

基隆北海岸，或稱大基隆地區，為位於臺灣東北部的一個地理區域，相當於日治時代的基隆廳或臺北州基隆郡，以基隆市為區域中心，包含基隆市全境及新北市北海岸東北角6區，居住人口約50萬。該區域內的自然地標，一個是座落在新北市瑞芳區的基隆山，另一個則是位在基隆港外海的基隆嶼，其中基隆嶼從台灣最北的石門區到鼻頭角的沿海皆可看到。
「基隆北海岸」此一名稱，為基隆與台灣北海岸、東北角地區之合稱。其中「北海岸」指淡水至基隆間的沿海地區，「東北角」指基隆至宜蘭間的沿海地區，兩者的指涉範圍可能有重疊之處。由於該區域自戰後至今，分屬不同縣市管轄（基隆市及新北市），因而一直存在行政區劃統合的議題。

## 範圍定義
基隆在1876年設置基隆廳，日治中期設置基隆郡，一直到戰後的基隆區，在台灣東北部的富貴角到三貂角間的濱海聚落間，形成一個以基隆市街為中心的生活圈，又稱大基隆地區。清代與日治時期所設的基隆廳，包含基隆堡、石碇堡、金包里堡、三貂堡等堡里，轄區範圍還包含汐止。地理學上的基隆北海岸，則指石門區尖子鹿以東、貢寮區三貂角以北的海岸區域。
現在大基隆地區，通常指基隆市及新北市所轄基隆北海岸6個區（金山、萬里、瑞芳、平溪、雙溪、貢寮），在內政部的全台18個地方生活圈規劃為「基隆生活圈」而自成一區，且同為臺灣基隆地方法院之轄區。過去在中央氣象局的氣象資料中，亦採用基隆北海岸之稱呼。

### 基隆區
1946年臺北縣（今新北市）曾有基隆區之行政區劃，轄有原基隆郡所屬的金山、萬里、七堵、瑞芳、平溪、雙溪、貢寮等鄉鎮。1947年七堵劃出併入基隆市成為七堵區。1950年區署隨宜蘭區、羅東區、蘇澳區脫離臺北縣時裁撤。

### 七星區
由於臺北縣（今新北市）於本區的轄區距離其行政中心板橋甚遠，2008年當時的臺北縣政府於汐止市公所成立「臺北縣政府七星區聯合服務中心」，主要服務汐止、瑞芳、平溪、雙溪、貢寮等區域（2010年改為「新北市政府七星區聯合服務中心」，2013年業務與區公所整合而撤除）。雖以汐止過去所在的七星區為名，事實上後四者過去皆屬基隆區。該區域所屬的新北市第十二選舉區（金山、萬里、汐止、瑞芳、平溪、雙溪、貢寮七區）亦常被稱為「七星區」，成為新北市轄基隆北海岸地區（含汐止）的另一別稱。

## 都市體系

### 通勤圈及購物圈
《臺灣地區都市體系之研究》一書中提到，以基隆為中心的通勤圈與購物圈資料：
- 通勤圈：以基隆為通勤中心的地區有瑞芳一處
- 購物圈：以基隆為購物中心的地區包含新北市的石門、金山、萬里、瑞芳、平溪、雙溪、貢寮等七區

### 都市位階
《臺灣地區都市體系之研究》中，大基隆地區的都市位階為：
- 次區域中心：基隆
- 一般市鎮：瑞芳[4]

而在台灣北部區域計畫（第一次通盤檢討）中基隆生活圈範圍為基隆市、金山、萬里、瑞芳、雙溪、平溪、貢寮

都市階層為：
- 地方中心：基隆
- 一般市鎮：瑞芳
- 農村集居中心：金山、萬里、平溪、雙溪、貢寮[5]

## 開發歷程

### 清治時期
1875年，清政府因應基隆開港之後，地位的日漸重要，也需要設置機關來負責通商等對外事務，遂設置台北分府通判，為基隆正式設官統治之始。1888年改設基隆廳，下轄四個堡（類似今日的「鄉」），合稱「金鷄貂石」。
- 金（金包里堡）：今金山、萬里
- 鷄（基隆堡）：今基隆市（信義區、仁愛區、中正區、中山區、安樂區部分區域）、瑞芳北部
- 貂（三貂堡）：今貢寮、雙溪北部
- 石（石碇堡）：今基隆市（七堵區、暖暖區、安樂區的鶯歌石以及港口）、汐止、平溪、瑞芳南部

### 日治時期
日治時代，總督府以清代基隆廳的範圍為基礎，經過多次改制，1920年日治時全台最後一次行政區重劃時設置台北州基隆郡，郡役所（郡公所）位於今日基隆市區的的信一路立體停車場。而港區及市區部分另設置基隆街，在1924年與高雄同時升格為市。
- 台北州基隆市（1920年設置基隆街，1924年升格為市）
- 台北州基隆郡

1. 瑞芳街
2. 萬里庄
3. 金山庄
4. 七堵庄
5. 貢寮庄
6. 雙溪庄
7. 平溪庄

### 戰後至今
1945年，中華民國接管臺灣後國民政府原本計劃於原基隆郡的轄區設置省三縣，但後來未予採用。之後原屬州轄的基隆市改制為省轄市，基隆郡改為台北縣基隆區，區署設於瑞芳。
- 基隆市
- 台北縣基隆區

1. 瑞芳鎮（區署所在）
2. 萬里鄉
3. 金山鄉
4. 七堵鄉 （1947年併入基隆市、1949年部份區域劃出暖暖區、1988年區內鶯歌石及港口兩地區劃歸安樂區管轄 ）
5. 貢寮鄉
6. 雙溪鄉
7. 平溪鄉

1950年全台縣市大重劃時，台北縣基隆區被廢除，除1947年已改隸基隆市外，其餘轄6個鄉鎮全部改為台北縣直轄。此後，行政區劃就未曾大幅更動過，而大基隆地區因此被分割由基隆市及臺北縣各自管轄；2010年12月25日臺北縣升格為新北市後，原臺北縣所轄6個鄉鎮全部改為區，並由新北市直轄。

## 區域整合

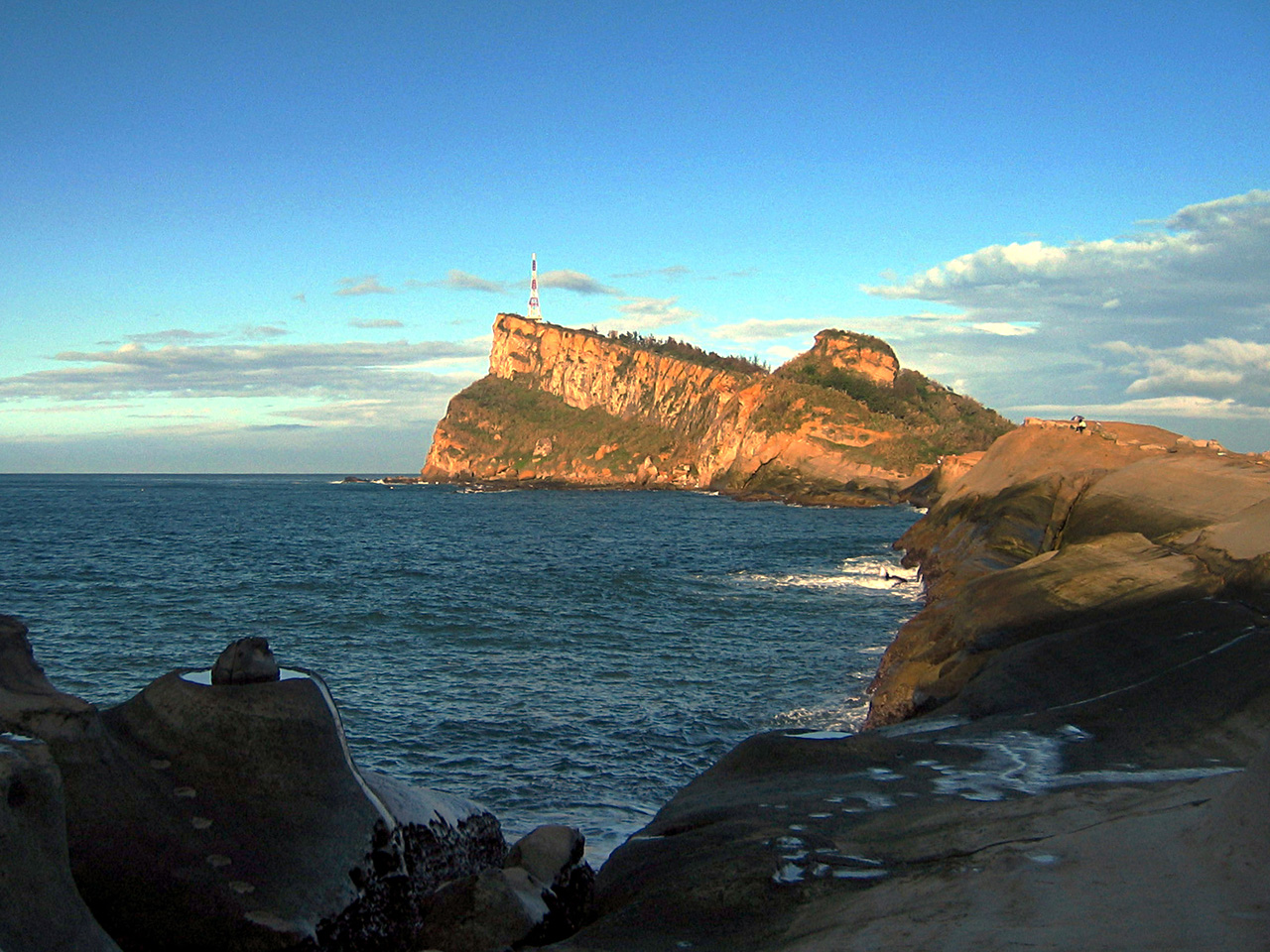
燭台山遠望野柳岬

大基隆地區居民的日常補給多仰賴基隆市，但基隆市周圍鄉鎮於戰後併入臺北縣，僅七堵鄉併入基隆市，導致週邊鄉鎮反由路程遙遠、位於板橋市的台北縣政府管轄（詳見臺北縣行政區劃地圖）。故地方人士曾倡議設置「基隆縣」，但因轄區太小及其他政治因素而屢遭中央政府否決。
1990年代以來，又開始有將基隆市的管轄範圍擴大、或是直接併入台北市的聲音出現，在各級選舉中，更不時可在候選人政見看到成立「大基隆市」的構想。自2001年起北台灣大部分縣市由泛藍人士執政後，又出現基隆市、台北市、台北縣合併的呼聲，北台灣各縣市的首長也共同發表合作備忘錄，為未來縣市整合做準備。
2010年12月25日，臺北縣升格改制為新北市，形成中心都市（基隆市）是省轄市，衛星鄉鎮屬直轄市（新北市）的現象；仍屬臺灣省的基隆市，也因新北市轄區的阻隔，成為臺灣省的飛地。
2021年，新竹市長林智堅提出新竹縣市合併升格直轄市的議題，在台灣引起地方區劃是否需要重整的議題。基隆市長林右昌亦提出基隆市的兩個改制方案，引起各方討論：方案一為基隆市合併新北市北海岸東北角7區（石門、金山、萬里、瑞芳、平溪、雙溪、貢寮）成立「北海市」或「大基隆市」，方案二則為基隆市與汐止、台北市整合為「大台北市」。